# Michał Choiński
Michał Choiński (ur. 25 listopada 1983) – polski amerykanista, historyk literatury i poeta, nauczyciel akademicki, a także  publicysta. Studiował w Instytucie Filologii Angielskiej na Uniwersytecie Jagiellońskim, gdzie w 2007 uzyskał stopień magistra, w 2011 stopień doktora, a w 2021 stopień doktora habilitowanego. Od 2022 zatrudniony na stanowisku profesora uczelni. Stypendysta Fulbrighta na Uniwersytecie w Yale. Specjalizuje się w kulturze i literaturze amerykańskiego Południa.
Jest autorem ponad czterdziestu artykułów naukowych z zakresu studiów amerykanistycznych. Jego teksty publicystyczne związane z kulturą amerykańską ukazywały się też m.in. w miesięczniku „Znak” oraz w „Gazecie Magnetofonowej”. W 2024 miesięcznik „Znak” wydał jego książkę The New Yorker. Biografia pisma, które zmieniło Amerykę, za którą w maju 2025 otrzymał nagrodę Krakowska Książka Miesiąca.
Razem z Janem Rybickim oraz Maciejem Ederem prowadził badania stylometryczne nad autorstwem powieści Zabić drozda oraz Idź, postaw wartownika (Go Set a Watchman) Harper Lee.
Wiersze Choińskiego ukazywały się w czasopismach literackich w USA, w UK i w Kanadzie. 

## Publikacje książkowe
- Michał Choiński, Rhetoric of the Revival, [Vandenhoeck & Ruprecht], 2016, ISBN 978-3-525-56023-5
- Michał Choiński, Southern Hyperboles, [Louisiana State University Press], 2020, ISBN 978-0-8071-7298-8
- Michał Choiński, The New Yorker. Biografia pisma, które zmieniło Amerykę, [Miesięcznik Znak], 2024, ISBN 978-83-8367-176-5

## Publikacje poetyckie
- Michał Choiński, Gifts Without Wrapping, [Hedgehog Press], 2019, ISBN 978-1-916090-86-6